# Jílové u Držkova
Jílové u Držkova (deutsch Jilau) ist eine Gemeinde in Tschechien im Okres Jablonec nad Nisou. Auf 358 Hektar leben über 200 Einwohner.

## Geographie
Jílové u Držkova befindet sich 6 Kilometer von Jablonec nad Nisou entfernt, bis Liberec sind es 12 Kilometer. Jílové u Držkova grenzt an Držkov im Norden, an Vlastiboř u Železného Brodu im Osten, an Železný Brod im Süden und an Radčice im Westen. Im Norden von Jílové verläuft ein kurzer Abschnitt der Silnice I/10, ein Teil der Europastraße 65. Die Hauptanbindung des Dorfs stellen jedoch kleinere Landstraßen dar.

## Geschichte
1627 wurde Jílové u Držkova erstmals urkundlich erwähnt. 1895 wurde eine Freiwillige Feuerwehr im Dorf gegründet.

## Ortsteile
- Jílové u Držkova

## Bevölkerungsentwicklung
| Jahr      | 1869 | 1880 | 1890 | 1900 | 1910 | 1921 | 1930 | 1950 | 1961 | 1970 | 1980 | 1991 | 2001 | 2011 | 2021 |
| --------- | ---- | ---- | ---- | ---- | ---- | ---- | ---- | ---- | ---- | ---- | ---- | ---- | ---- | ---- | ---- |
| Einwohner | 538  | 587  | 625  | 679  | 722  | 585  | 598  | 392  | 331  | 268  | 260  | 232  | 202  | 203  | 214  |